# Eurasienstab
EURASIENSTAB war eine Aktion des deutschen Künstlers Joseph Beuys (1921–1986) in Zusammenarbeit mit dem dänischen Künstler und Fluxus-Komponisten Henning Christiansen.
Beuys führte diese Performance zunächst am 2. Juli 1967 in Wien in der Galerie Nächst St. Stephan als Eurasienstab 82 min fluxorum organum op. 39 auf; anschließend wiederholte er die Aktion 1968 in der Galerie Wide White Space in Antwerpen.

## Begriffserklärung und Konzept

### EURASIA
Der Begriff Eurasia = Eurasien ist eine Wortverbindung aus Europa und Asien. Die erste Plastik von Beuys Eurasier entstand bereits 1958, dabei handelte es sich um eine Figur aus Mullbinden mit einem aus Draht geformten Stab, die auf einer Filzfläche steht. Beuys zielte in der späteren schamanischen Performance auf eine kritische Auseinandersetzung mit dem Kalten Krieg und auf eine Trennung und Verbindung oder Wiedervereinigung westlicher und östlicher Kulturen ab. Die Figur der in Mull, Stoff oder Filz gehüllten Figur mit Hirtenstab sollte noch oft im Werk von Beuys auftauchen, so beispielsweise auch in der Aktion I like America and America likes Me (1974), in der sich Beuys mutmaßlich selbst zum schamanischen „Eurasier“ stilisierte. Der Kupferstab sollte spirituelle Energie weiterleiten. Die Performance EURASIENSTAB stand ganz im Gedanken der brüderlichen Vereinigung der Kulturen.

„Joseph Beuys entwarf bereits 1967 eine utopische Internationalität, die er den Staat ‚EURASIA’ nannte [...] (Eugen Blume)“

Joseph Beuys gründete am 12. Mai 1967 kurzerhand den fiktiven freien demokratischen sozialistischen Staat ‚EURASIA‘, den er weder ausschließlich mit Ost oder West in Verbindung sehen wollte, sondern als Verbindung und als ein Wechselspiel aus Demokratie und Sozialismus. Um das Prinzip von ‚EURASIA’ zu verstehen, muss man den Hintergrund der Studentenbewegung in das Beuys’sche Werke der Endsechziger miteinbeziehen. Beuys reflektierte auf den starren Konformismus und die einengende Dogmatik des Marxismus, Leninismus und des Maoismus.

## Vorbereitungen der Aktion
Beuys hatte die Aktion im Vorfeld lange mit Henning Christiansen diskutiert und in zahlreichen Werkszeichnungen skizziert und geplant und dabei auch – bei beiden Aktionen – sehr genau die Raummaße berechnet. In seinen Notizen zur Aktion legte er anhand der Raumhöhe fest: Die Raumhöhe in Wien wird mit 3,60 m angegeben. Danach richtet sich die Höhe von Eurasienstab und der 4 × 90 Grad Filzwinkel. Letztere müssen zwischen Boden und Decke Halt finden [...]. Der massive Kupferstab hatte einen Durchmesser von 2 cm und wog ca. 50 kg.

### Die Musik
Die Musik hatte Beuys im Vorfeld als Auftragsarbeit an Henning Christiansen vergeben. Christiansen später hierzu:

„Wir redeten darüber, ‚fluxorum organum’ in 5 Abschnitte zu teilen, in der Mitte im dritten Satz, soll der Eurasienstab sich heben und die Filzecken oben unter der Decke erreichen...“

Jeder der fünf Sätze hatte ein genaues Zeitmaß und besaß eine andere Tonalität.
Die Sätze:
- 1. Satz 22 min.
- 2. Satz 12 min.
- 3. Satz 16 min.
- 4. Satz 17 min.
- 5. Satz 15 min.

Dies ergibt 82 min.

## Ablauf

### Wien, 2. Juli 1967
Bei der Aktion führte Beuys nach dem zuvor genau bemessenen und explizit berechneten Zeitabstand den Kupferstab, der zuvor verhüllt in einem Segeltuch auf dem Boden lag, in liturgischer Gestik durch einen Raum, der während der Aktion von Beuys rechtwinklig mit den vier L-förmigen Filzwinkeln sowie Fettstücken und einer Fettecke „bekleidet“ wurde. Begleitet wurde die Aktion von der Orgelmusik Christiansens. Beuys und Christiansen arbeiteten bei allen Aktionen nach dem genau verabredeten Zeitablauf, weshalb Beuys bei beiden Aktionen (Antwerpen) oft auf seine Armbanduhr schaute. Der Musik bzw. dem Takt entsprechend, führte Beuys seinen Kupferstab zunächst an der, von der Decke hängenden, blanken, erleuchteten Glühlampe vorbei, dann jeweils in alle vier Himmelsrichtungen, abwechselnd von oben nach unten, entsprechend der Musik. Die gekrümmte Spitze des Stabes, einem Hirtenstab oder Krummstab ähnlich, richtete sich dabei stets auf den Ausführenden der Aktion, den Künstler selbst, aus. Letztlich richtete Beuys den Stab auf die Fettecke und schrieb auf den Fußboden: „Bildkopf-Bewegkopf <-> der bewegte Isolator“.

### Antwerpen, 9. Februar 1968
Bei der zweiten Aufführung in Antwerpen bekam der Eurasienstab der Raumhöhe der Galerie entsprechend eine Länge von 4,08 m, auch die Filzwinkel wurden der Raumhöhe angepasst. Die Aktion ähnelt der in Wien. Während der Performance in Antwerpen wurde Beuys allerdings von dem Kameramann Paul de Fru auf 16 mm Schwarzweißfilm aufgenommen. Die Vorgehensweise der Aufnahmen erfolgten nach Anweisungen von Henning Christiansen.

„Ich sollte ein Resümee von ca. 20 Minuten machen und doch alles Wichtige auf dem Film festhalten. Ich musste sehr aufpassen und genau disponieren, und Beuys sagte später: ’Der Film ist ein Beuys’ [...] Ich selber habe entschieden, dass nur der 1. Satz und ein wenig vom 2. Satz aus »fluxorum organum« für den Film verwendet werden sollte.“

#### Der Film
In dem sehr fragmentarischen Filmdokument sieht man Joseph Beuys zunächst bei den Vorbereitungen seiner Aktion. Zu Beginn wirft Beuys ein Stück Margarine auf einen bereits vorhandenen Fettklotz; dann bindet er sich in einem Türrahmen stehend an einer markierten Stelle, die er während der gesamten Performance immer wieder aufsuchen wird, einen Schneeschuh, eine mit Schuhbändern versehene Metallplatte, unter den rechten Fuß. Anschließend stellt er eine Trittleiter in eine Ecke der Galerie und kleidet die Decke sowie den Raum mit Fettecken aus. Anschließend beginnt er, um eine von der Decke hängende Glühlampe die vier Filzecken rechtwinklig zu positionieren. Danach enthüllt er den am Boden liegenden Eurasienstab aus dem Segeltuch und führt ihn wie in der Wiener Aktion durch den Raum. Wiederholt stellt sich Beuys in den Türrahmen und verharrt mit starrem Blick in die Kamera, während er seinen rechten Fuß mit der untergeschnallten Metallplatte anhebt; dann stoppt er die Zeit anhand seiner Armbanduhr. Im Anschluss klemmt er sich ein Stück Fett in die rechte Kniekehle. Das Ritual wiederholt sich und Beuys führt seinen Eurasienstab in die nächste Filzecke. Schließlich notiert er „Bildkopf-Bewegkopf <-> der bewegte Isolator“ mit Kreide auf dem Fußboden und führt den Stab erneut an der Glühlampe vorbei. Dann folgen Beschwörungsgesten an einer der Filzecken. Schlussendlich verpackt Beuys den Eurasienstab wieder in das am Boden liegende Segeltuch und demontiert die Filzecken. Am Ende des Films positioniert Beuys die vier Filzecken an einer Wand der Galerie exakt über dem verpackten Eurasienstab und stellt sich wieder an die markierte Stelle; er betrachtet kurz sein Werk und dreht sich dann in die gleiche Richtung zur Wand. Es folgen kurze Zooms auf die Fettecken und auf Beuys, dann endet der Film.
Die filmische Dokumentation zu Eurasienstab verwendete Beuys später bei weiteren Aktionen (unter anderem bei den Aktionen Celtic (Kinloch Rannoch)/Celtic+~~~.) Das als „Fragment“ betitelte 20-minütige Filmdokument ist ein Stummfilm, welches später von Christiansen in Düsseldorf an einer Kirchenorgel nachvertont wurde. Der Film zeigt ausschließlich die wesentlichen Elemente der Beuyschen Aktion und vermittelt einen rudimentären Eindruck. Die Videogalerie Gerry Schum in Düsseldorf verwendete 1972 eine minimal veränderte Version des Originals. Joseph Beuys sagte hierzu:

„Ich akzeptiere alle diese Sachen. Sowohl den Schum als auch die anderen Filme. Ich akzeptiere sie ja, aber ich sage nicht, daß sie unbedingt etwas zu tun haben mit der Videokunst. Sie geben bruchstückhaft und rudimentär von der Aktion Auskunft...Übrigens ist die Edition des ‚Eurasienstabes’ von Gerry Schum die richtige. Zunächst waren in der ersten Version Ton und Bild noch getrennt. Der Gerry Schum hat das erst zu einer ganzen Sache gemacht.“

Der Film wurde 2005 vom Joseph Beuys Medien-Archiv als vertonte DVD mit einem begleitenden Buch aufgelegt (siehe Literatur).
Die Kupferstäbe samt Filzeckbrettern beider Aktionen befinden sich seit 1970 in Raum 2 von Block Beuys, Hessisches Landesmuseum Darmstadt.